# Rhyacophila tsudai
Rhyacophila tsudai là một loài Trichoptera trong họ Rhyacophilidae. Chúng phân bố ở miền Cổ bắc.